# Fethi Benslama
Fethi Benslama (en arabe : فتحي بن سلامة), né le 31 août 1951 à Salakta en Tunisie, est un psychanalyste franco-tunisien. Il fut professeur à l'université Paris Diderot, où il a dirigé l'UFR d’études psychanalytiques jusqu'en 2019.

## Parcours
Fethi Benslama s'installe en France en 1972 et fait des études de psychologie et psychopathologie à l’université Paris-Diderot et d'anthropologie à l’École des hautes études en sciences sociales, où il suit les cours de Georges Devereux.
Il exerce comme psychologue clinicien (1985-2000) dans une consultation de l’Aide sociale à l'enfance, expérience qu'il théorise dans des travaux concernant la « clinique de l’exil », en opposition à l’approche culturaliste. Il développe également des recherches sur la santé des migrants et leur rapport à la médecine moderne.
Il exerce également comme psychanalyste à partir de 1987.

## Formation et parcours universitaires
Il soutient en 1999, à l'université Paris-XIII, une thèse de doctorat en psychologie, intitulée « Fictions des origines en islam », sous la direction de Philippe Lévy et devient maître de conférences à l’université Paris-VII, en 2000. Il soutient en 2003 une habilitation à diriger des recherches intitulée « Géopsychanalyse du sujet », sous la direction de Danièle Brun, puis il est nommé professeur de psychopathologie clinique à l'université Paris-Diderot, en 2004. Il dirige l'UFR d'Études psychanalytiques de cette université de 2011 à 2019. Il a également dirigé l'équipe de recherche Subjectivité et globalisation de l'équipe d'accueil Centre de recherche psychanalyse, médecine et société (CRPMS).
En 2010, à l'université Paris-Diderot, il prend la direction de l'Institut de la Pensée contemporaine qui promouvait des recherches disciplinaires notamment entre philosophie, biologie, psychanalyse et droit et contribue à en changer le nom en Institut des humanités de Paris.

## Axes de recherches et activités éditoriales
Fethi Benslama s'intéresse au fait religieux et à ses manifestations radicales dans une orientation psychanalytique et consacre ses recherches aux liens entre psychanalyse, migration, médecine ou encore religion. Il s'intéresse particulièrement à l'islam et à sa relation avec l'islamisme, et publie notamment La psychanalyse à l'épreuve de l'islam (2002). Dans cet ouvrage, Benslama soutient que l'Islam est structurée par une absence fondamentale: celle de la paternité divine. La séparation entre Dieu et la filiation humaine crée une impasse psychique, qui expliquerait certaines tendances dans les sociétés musulmanes, notamment une fixation sur les origines et une angoisse identitaire marquée, qui seraient en cause dans l’intégrisme islamique. Déclaration d'insoumission à l'usage des musulmans et de ceux qui ne le sont pas parait en 2005. Il publie notamment, en 1988 La nuit brisée, ouvrage consacré à une approche de l'énonciation islamique. En réaction à la fatwa qui touche Salman Rushdie en 1989, il publie en 1994 un essai intitulé Une Fiction troublante, qui étudie l'ouvrage qui a provoqué la mise en cause de Rushdie, Les Versets sataniques. Une défense du « droit à la littérature » renouvelée après la tentative d'assassinat de l'auteur en 2022 dans un texte court, Le sacrifice de Rushdie (2023).
Il fonde les Cahiers Intersignes, revue transculturelle et transdisciplinaire, publiée de 1990 à 2003.

## Engagements associatifs et institutionnels
Fethi Benslama participe à la création du Parlement international des écrivains à Strasbourg. Il crée un lieu d’accueil et d’aide psychologique des étudiants étrangers, le Relais social international à la Cité internationale universitaire de Paris en 2000.
En 2004, il participe à la fondation du Manifeste des libertés et publie Déclaration d’insoumission à l’usage des musulmans et de ceux qui ne le sont pas (2005). Il préside l’Association Jenny Aubry dont les établissements s’occupent d’enfants en souffrance psychique, séparés de leurs parents et qui ont besoin de trouver une famille d'accueil.

## Accusations
Mediapart évoque une enquête ouverte à l’université Paris-Diderot en décembre 2018 à l'encontre de Fethi Benslama, accusé « par plusieurs femmes de comportements inappropriés, parfois qualifiés de harcèlement sexuel ». Celui-ci estime, selon la même source, qu'une enquête « permettra de mettre un terme à la campagne calomnieuse et diffamatoire » qu'il subit et affirme qu'il n'a « jamais commis le moindre délit ».
En octobre 2020, le procureur de la République classe l'affaire sans suite pour infraction insuffisamment caractérisée. Selon Mediapart, une enquête menée par l'Inspection générale de l'Éducation, du sport et de la recherche « dans une ambiance extrêmement tendue, qui voit deux clans entre pro et anti-Benslama se déchirer », aboutit à un rapport au cours de l'automne 2019, lequel n'est pas rendu public. Fethi Benslama a dans l'intervalle pris sa retraite, peu après avoir été suspendu de l'université à titre conservatoire à l'été 2019.
Selon Le Monde, ces événements s'insèrent dans le cadre d'une lutte de pouvoir entre François Villa (lui aussi visé, à plusieurs reprises, par des accusations de harcèlement sexuel) et Fethi Benslama pour diriger Paris-VII, commencée en 2011.

## Distinction
Il siège à l'Académie tunisienne des sciences, des lettres et des arts, en tant que membre actif de nationalité tunisienne non résident en Tunisie.

## Publications

### Ouvrages
- La nuit brisée, Ramsay, 1988  (ISBN 2859567119)
- Une fiction troublante éd. de l'Aube, coll. « Monde en cours », 1994  (ISBN 2-87678-154-9)
- Rencontre de Rabat avec Jacques Derrida, éd. de l'Aube, coll. « Hébergement », 1999  (ISBN 2-87678-449-1)
- La Psychanalyse à l'épreuve de l'Islam, Paris, Flammarion, coll. « Champs sciences humaines », format Poche, 2004  (ISBN 2-08-080092-2) & Aubier Montaigne, coll. « La psychanalyse prise au mot », 2002  (ISBN 2-7007-2426-7)
- Le Malaise adolescent dans la culture, avec Michel Cresta, Christiane Balasc, Fernando Geberovich, CampagnePremière, 2005  (ISBN 2-915789-18-5)
- Déclaration d'insoumission : À l'usage des musulmans et de ceux qui ne le sont pas, Flammarion, coll. « Divers sciences », 2005  (ISBN 2-08-210524-5)
- Soudain la révolution ! De la Tunisie au monde arabe : la signification d'un soulèvement, Paris, Denoël, 2011  (ISBN 978-2-207-11152-9)
- La Guerre des subjectivités en Islam, Fécamp, Nouvelles Éditions Lignes, 2014  (ISBN 978-2-355-26128-2)
- Un furieux désir de sacrifice. Le surmusulman, Paris, Le Seuil, 2016  (ISBN 978-2-02-131909-5)[14]
- Le Jihadisme des femmes. Pourquoi ont-elles choisi Daech ?, avec Farhad Khosrokhavar, Paris, Le Seuil, 2017  (ISBN 978-2-02-135914-5)
- Le Saut épique ou le basculement dans le jihâd, Actes Sud, 2021  (ISBN 978-2-330-14952-9)
- Comment réalisons-nous nos rêves ?, Paris, Bayard, coll. « Les petites conférences », 2021  (ISBN 978-2-227-49973-7)
- Le sacrifice de Rushdie, Paris, Seuil, coll. « Libelle », 2023, 50 p. (ISBN 9782021518047, présentation en ligne).

### Direction d'ouvrages
- La Virilité en Islam, en codirection avec Nadia Tazi, éd. de l'Aube, coll. « L'Aube poche essai », format Poche, rééd. 2004  (ISBN 2-7526-0015-1) (coll. « Cahiers Intersignes », 1998  (ISBN 2-87678-404-1))
- L'Idéal et la cruauté, subjectivité et politique de la radicalisation, Fécamp, France, Nouvelles Éditions Lignes, 2015
- États de la radicalisation, Le Genre humain, no 61, Paris, Le Seuil, 2019

### Articles et chapitres
- Le naturel et l'étranger, Quasimodo, no 6, « Fictions de l'étranger », printemps 2000, p. 107-114 [lire en ligne] [PDF].
- De la responsabilité de l'annonce, Études freudiennes, Paris, 2005.
- Traductions des monothéismes (Entretien avec Jean-Luc Nancy), Cliniques méditerranéennes, 2006  (ISBN 2-7492-0591-3).
- La contestation identitaire, in Alain Seksig, Paul-François Paoli (dir.), L’école face à l’obscurantisme religieux : le Rapport Obin, Max Milo, Paris, 2006  (ISBN 2-914388-94-2)
- L'agonie pour la justice, Topique, 2007  (ISBN 978-2-84795-101-1).
- Le corps en islam, in Michela Marzano (dir.), Dictionnaire du corps, PUF, 2007  (ISBN 978-2-13-055058-7).
- Le sexuel monothéiste et sa traduction scientifique, in Bertrand Piret & Jalil Bennani (dir.) Désirs et sexualités. D’une culture à l’autre, d’une langue à l’autre, Erès, coll. « Arcanes », 2012, p. 119-127  (ISBN 9782749216003).
- D'un délire du père, Revue française de psychanalyse, 2013/5, vol. 77, p. 1658-1664.
- L'ère des craintes, in Gisèle Chaboudez et Claire Gillie (dir.), Actualité de la psychanalyse, Erès, 2014, p. 131-133  (ISBN 9782749242729).

### Documents sonores
- « L’héritage de Freud », avec Élisabeth Roudinesco, émission Répliques, France-Culture, 22 novembre 2014 en ligne.
- « Au nom du père », avec Danièle Brun, émission Les nouveaux chemins de la connaissance, France-Culture, 21 juin 2013, en ligne.